# Hochschule für Musik Karlsruhe
Dit overzicht is mogelijk incompleet; u kunt helpen door het uit te breiden.

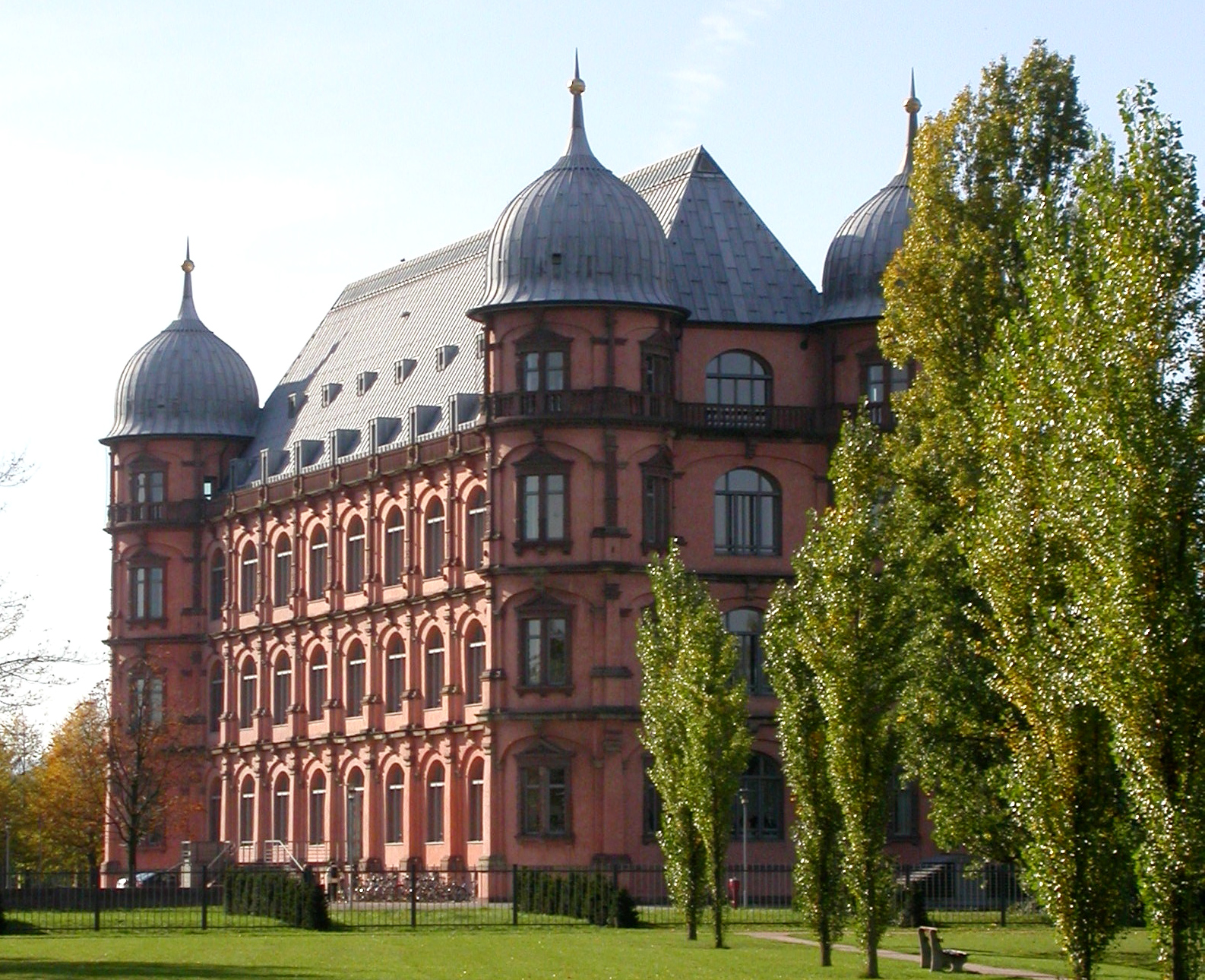
Schloss Gottesaue

De Hochschule für Musik is een conservatorium in het Duitse Karlsruhe. Zij wordt sinds de oprichting ondersteund door de deelstaat Baden-Württemberg.
Het conservatorium bestaat sinds 1971 en telt 550 studenten en 226 medewerkers, waarvan 200 docerend.